# Conus planorbis
Espèce
Statut de conservation UICN

 LC  : Préoccupation mineure
Conus planorbis est une espèce de mollusques gastéropodes marins de la famille des Conidae.
Comme toutes les espèces du genre Conus, ces escargots sont prédateurs et venimeux. Ils sont capables de « piquer » les humains et doivent donc être manipulés avec précaution, voire pas du tout.

## Description
La taille de la coquille varie entre 26,1 mm et 82 mm. Les whorls de la spire sont striés, maculés de marron. Le verticille présente des stries perlées en dessous. Parfois, les stries granuleuses couvrent toute la surface. Il est brun-orange ou châtaigne, fréquemment à bande claire au milieu, et parfois aussi à l'épaule. Sa base est de couleur plus foncée. 

## Distribution
Cette espèce marine est présente dans la mer Rouge ; dans l'océan Indien au large de Madagascar, des Seychelles et des Mascareignes ; dans le Pacifique indo-occidental et en Océanie ; au large de l'Australie (Territoire du Nord, Queensland et Australie-Occidentale).

### Niveau de risque d’extinction de l’espèce
Selon l'analyse de l'UICN réalisée en 2011 pour la définition du niveau de risque d'extinction, cette espèce est largement distribuée dans l'Indo-Pacifique. Elle est considérée comme commune dans sa large distribution. Il n'y a pas de menaces majeures connues pour cette espèce. Son aire de répartition peut chevaucher des aires marines protégées. Cette espèce est classée comme étant de préoccupation mineure.

## Taxonomie

### Publication originale
L'espèce Conus planorbis a été décrite pour la première fois en 1778 par le métallurgiste, minéralogiste, malacologiste et franc-maçon autrichien Ignaz von Born dans « Index rerum naturalium Musei Cæsarei Vindobonensis »,.

### Synonymes
- Conus (Strategoconus) planorbis Born, 1778 · appellation alternative
- Conus polyzonias Gmelin, 1791 · non accepté
- Conus praeclarus Fenaux, 1942 · non accepté
- Conus vulpinus Hwass, 1792 · non accepté
- Conus vulpinus Schubert & J. A. Wagner, 1829 · non accepté (invalide : homonyme junior de Conus..)
- invalide : junior homonym of Conus vulpinus Hwass in Bruguière, 1792
- Vituliconus planorbis (Born, 1778) · non accepté